# Indonéz névadás
Az indonéz nevek hagyományosan a nyugati névsorrendet követik, azonban a legtöbb ország névadási szabályaitól eltérően állhatnak csak (egy vagy több) utónévből, a családnév nem kötelező eleme. Egy személy egy vagy több utónevet, emellett választás szerint vezetéknevet, illetve ahelyett – az izlandi névadás hagyományaihoz hasonlóan – egy apai nevet.

## Utónevek

### Férfi utónevek
- Abyasa
- Adhi
- Adhiarja
- Aditya
- Agung
- Ahmad
- Angkasa
- Anwar
- Arief
- Arif
- Bagus
- Banyu
- Basuki
- Bimo
- Bintang
- Budi
- Candra
- Chayono
- Elang
- Fadhlan
- Fajar
- Guntur
- Harta
- Joko
- Joyo
- Kadek
- Kristiono
- Kulon
- Muhammad
- Murni
- Nakula
- Perdana
- Reza
- Rizky
- Setiawan
- Surya
- Timur

### Női utónevek
- Aisyah
- Alid
- Antara
- Annisa
- Astria
- Aulia
- Budiwati
- Bulan
- Citra
- Darma
- Dewi
- Diah
- Diann
- Eka
- Elok
- Endah
- Fitri
- Indah
- Intan
- Karmela
- Kemuning
- Kirana
- Kristiyana
- Lestari
- Mawar
- Mega
- Melati
- Ningrat
- Ningsih
- Ndari
- Nur
- Nurul
- Putri
- Roro
- Saphira
- Widya

## Névadási variációk
Tegyük fel, hogy egy házaspárnak, Jokónak és Anindának születik egy fiuk, Agung, és egy lányuk, Widya Fitri. Gyermekeiknek az alábbi variációk szerint adhatnak nevet.

### Csak utónév
Amennyiben az édesapa, Joko nem rendelkezik családnévvel, a gyermeke sem kap. Házasságon kívül született gyermekek esetében az édesanya, Aninda családnevét vesszük figyelembe.
| megjelenő név az igazolványokon | megjelenő név a hivatalos iratokban |
| ------------------------------- | ----------------------------------- |
| Agung                           | Agung, Joko és Aninda fia           |
| Widya Fitri                     | Widya Fitri, Joko és Aninda lánya   |

### Apai név és utónév
Amennyiben a szülők úgy döntenek, gyermekeiknek az édesapa utónevét apai névként továbbadhatják, fiúgyermekek esetében -putra, leánygyermekek esetében -putri – tulajdonképpen X. Y. fia/lánya – formában. Az apai név más kultúrák szokásaiban, például az orosz, az izlandi és a mongol névadásban is jelen van.
| megjelenő név az igazolványokon | megjelenő név a hivatalos iratokban         |
| ------------------------------- | ------------------------------------------- |
| Agung Jokoputra                 | Agung Jokoputra, Joko és Aninda fia         |
| Widya Fitri Jokoputri           | Widya Fitri Jokoputri, Joko és Aninda lánya |

### Családnév és utónév
Amennyiben az édesapa, Joko családneve Manopo, gyermekei az ő családnevét öröklik tovább.
| megjelenő név az igazolványokon | megjelenő név a hivatalos iratokban             |
| ------------------------------- | ----------------------------------------------- |
| Agung Manopo                    | Agung Manopo, Joko Manopo és Aninda fia         |
| Widya Fitri Manopo              | Widya Fitri Manopo, Joko Manopo és Aninda lánya |